# Joan Tetzel
Joan Tetzel est une actrice américaine née à New York (États-Unis) le 21 juin 1921 et décédée d'un cancer à Londres (Angleterre) le 31 octobre 1977.

## Biographie
Actrice de théâtre, elle joua sur les scènes de Broadway et de Londres. Au cinéma, elle débuta sous la férule de David Selznick dans des films de prestige, dirigée par de grands cinéastes comme King Vidor, Alfred Hitchcock ou Robert Siodmak. Par la suite, elle s'orienta vers la télévision, apparaissant dans plusieurs séries comme Perry Mason, Alfred Hitchcock présente ou Gunsmoke. Elle revint pour quelques films mineurs au grand écran.

## Filmographie
- 1946 : Duel au soleil (Duel in the Sun) de King Vidor
- 1947 : Le Procès Paradine (The Paradine Case) d'Alfred Hitchcock
- 1950 : La Femme à l'écharpe pailletée (The File on Thelma Jordon) de Robert Siodmak
- 1954 : L'Enfer au-dessous de zéro (Hell Below Zero) de Mark Robson
- 1954 : The Red Dress de Lawrence Huntington et Charles Saunders
- 1965 : Joy in the Morning (en) d'Alex Segal